# Admiralen Peak
Admiralen Peak är en bergstopp i Antarktis. Den ligger i Sydshetlandsöarna. Argentina, Chile och Storbritannien gör anspråk på området. Toppen på Admiralen Peak är 305 meter över havet.
Terrängen runt Admiralen Peak är huvudsakligen kuperad, men platt åt sydost. Havet är nära Admiralen Peak i sydostlig riktning. Trakten är glest befolkad. Närmaste befolkade plats är den brasilianska forskningsstationen Commandante Ferraz Station, 5,8 kilometer öster om Admiralen Peak. 